# دان أوهيرليهي
دان أوهيرليهي (بالإنجليزية: Dan O'Herlihy)‏ هو ممثل أيرلندي وأمريكي، ولد في 1 مايو 1919 في جمهورية أيرلندا، وتوفي في 17 فبراير 2005 في الولايات المتحدة بسبب مرض. بدأ مشواره المهني سنة 1947.

## أعمال

### أفلام
- (1948) ماكبث
- (1982) موسم الساحر
- (1987) روبوكوب[6][7][8]
- (1990) روبوكوب 2[9][10][11]

## ترشيحات
- جائزة الأوسكار لأفضل ممثل

## وصلات خارجية
- دان أوهيرليهي على موقع IMDb (الإنجليزية)
- دان أوهيرليهي على موقع ألو سيني (الفرنسية)
- دان أوهيرليهي على موقع تيرنر كلاسيك موفيز (الإنجليزية)
- دان أوهيرليهي على موقع أول موفي (الإنجليزية)
- دان أوهيرليهي على موقع قاعدة بيانات برودواي على الإنترنت (الإنجليزية)
- دان أوهيرليهي على موقع قاعدة بيانات الأفلام السويدية (السويدية)
- دان أوهيرليهي على موقع إن إن دي بي (الإنجليزية)
- دان أوهيرليهي على موقع ديسكوغز (الإنجليزية)
- دان أوهيرليهي على موقع قاعدة بيانات الفيلم (الإنجليزية)
- دان أوهيرليهي على موقع كينوبويسك (الروسية)